# مارتین مریلند
مارتین مریلند (به انگلیسی: Martin Maryland) یک هواگرد ساختِ کارخانهٔ گلن ال. مارتین کمپانی در کشور ایالات متحده آمریکا است. نخستین استفاده‌کنندهٔ این هواگرد نیروی هوایی سلطنتی بریتانیا بوده‌است. این هواگرد برای نخستین بار در ۱۴ مارس ۱۹۳۹ میلادی مورد استفاده قرار گرفت.